# 小田喜代蔵
小田 喜代蔵（おだ きよぞう、文久3年6月15日（1863年7月30日） - 明治45年（1912年）4月25日）は、日本海軍の軍人。最終階級は海軍少将。機雷の「小田式自働繋維器」考案者。日露戦争時には「蛟龍丸」を指揮して旅順港口へ機雷を敷設。

## 経歴
唐津藩士・小田周助の二男として生まれる。攻玉社を経て、明治17年（1884年）12月、海軍兵学校（11期生）を卒業し、1886年9月、海軍少尉任官。水雷術練習所教官、横須賀水雷隊攻撃部艇長などを経て、日清戦争に常備艦隊附属水雷艇長として出征、「西京丸」分隊長となった。以後、軍令部出仕、同第1局員、兼参謀本部員、イギリス駐在、軍令部出仕、同第1局員、軍令部参謀などを歴任。
日露戦争には連合艦隊附属敷設隊司令として出征し、第七次旅順口攻撃において「蛟龍丸」を乗船指揮して機雷敷設を成功させ、作戦成功の功労者として報道される。戦争後半の明治38年（1905年）1月、海軍大佐に進級し艦隊附属防備隊司令となった。その後、呉鎮守府付、大湊要港部参謀長、竹敷要港部参謀長、軍令部出仕、兼海軍大学校教官、海軍下瀬火薬製造所長などを歴任し、呉工廠水雷部長に就任。明治44年（1911年）4月、海軍少将となった。翌年4月に急逝肺炎により現職で死去した。

## 栄典
位階
- 1887年（明治20年）3月25日 - 正八位[2]
- 1891年（明治24年）12月16日 - 従七位[3]
- 1897年（明治30年）3月1日 - 従六位[4]
- 1912年（明治45年）4月25日 - 従四位[5]

勲章等
- 1895年（明治28年）11月18日 - 勲六等瑞宝章・功五級金鵄勲章[6]・明治二十七八年従軍記章[7]
- 1898年（明治31年）12月28日 - 勲五等双光旭日章[8]
- 1904年（明治37年）5月27日 - 勲四等瑞宝章[9]
- 1906年（明治39年）4月1日 - 功三級金鵄勲章、勲三等旭日中綬章、明治三十七八年従軍記章[10]
- 1912年（明治45年）4月25日 - 勲二等旭日重光章[5]

## 親族
- 娘 原ノブ 原清（海軍中将）の妻